# Verkehrsleiter
Der Begriff des Verkehrsleiters wird hauptsächlich im Zusammenhang mit dem gewerblichen Güterkraftverkehr nach dem Güterkraftverkehrsgesetz (GüKG) verwendet. Er wurde durch die EU-Verordnung (EG) Nr. 1071/2009 eingeführt, die am 4. Dezember 2011 in Kraft trat. Seit diesem Tag benötigen alle Unternehmen, die gewerblichen Güterkraftverkehr betreiben, einen Verkehrsleiter.

## Grundlage: das Güterkraftverkehrsgesetz (GüKG)

### Gewerblicher Güterkraftverkehr

#### Definition
Wer in Deutschland gewerblich (also gegen Entgelt) fremde Güter mit Kraftfahrzeugen, die einschließlich Anhänger ein höheres zulässiges Gesamtgewicht als 3,5 Tonnen haben, transportiert, betreibt gewerblichen Güterkraftverkehr nach dem GüKG. Er benötigt dafür eine Erlaubnis. Grundlage dafür ist § 1 Abs. 1 GüKG.

## Abgrenzung – kein gewerblicher Güterkraftverkehr

### Ausnahmen nach GüKG
Folgende Transporte fallen nicht unter das GüKG und brauchen daher keine Erlaubnis:
- die gelegentliche, nichtgewerbsmäßige Beförderung von Gütern durch Vereine für ihre Mitglieder oder für gemeinnützige Zwecke,
- die Beförderung von Gütern durch Körperschaften, Anstalten und Stiftungen des öffentlichen Rechts im Rahmen ihrer öffentlichen Aufgaben,
- die Beförderung von beschädigten oder reparaturbedürftigen Fahrzeugen aus Gründen der Verkehrssicherheit oder zum Zwecke der Rückführung, (Reines Abschleppen, z. B. aus dem Halteverbot, fällt nicht unter diese Ausnahme),
- die Beförderung von Medikamenten, medizinischen Geräten und Ausrüstungen sowie anderen zur Hilfeleistung in dringenden Notfällen bestimmten Gütern,
- die Beförderung von Milch und Milcherzeugnissen für andere zwischen landwirtschaftlichen Betrieben, Milchsammelstellen und Molkereien durch landwirtschaftliche Unternehmer
- die in land- und forstwirtschaftlichen Betrieben übliche Beförderung von land- und forstwirtschaftlichen Bedarfsgütern oder Erzeugnissen
  - für eigene Zwecke oder
  - für andere Betriebe dieser Art
    - im Rahmen der Nachbarschaftshilfe oder
    - im Rahmen eines Maschinenringes oder eines vergleichbaren wirtschaftlichen Zusammenschlusses, sofern die Beförderung innerhalb eines Umkreises von 75 Kilometern in der Luftlinie um den regelmäßigen Standort des Kraftfahrzeugs, den Wohnsitz oder den Sitz des Halters mit Zugmaschinen oder Sonderfahrzeugen durchgeführt wird, die von der Kraftfahrzeugsteuer befreit sind
- die im Rahmen der Gewerbeausübung erfolgende Beförderung von Betriebseinrichtungen für eigene Zwecke sowie
- die Beförderung von Postsendungen im Rahmen von Universaldienstleistungen durch Postdienstleister.

### Werkverkehr
Werkverkehr ist der Transport von eigenen Gütern bzw. der Transport für eigene Zwecke nach folgenden Bedingungen:
- Die beförderten Güter müssen Eigentum des Unternehmens oder von ihm verkauft, gekauft, vermietet, gemietet, hergestellt, erzeugt, gewonnen, bearbeitet oder instand gesetzt worden sein.
- Die Beförderung muss der Anlieferung der Güter zum Unternehmen, ihrem Versand vom Unternehmen, ihrer Verbringung innerhalb oder – zum Eigengebrauch – außerhalb des Unternehmens dienen. Die für die Beförderung verwendeten Kraftfahrzeuge müssen vom eigenen Personal des Unternehmens geführt werden oder von Personal, das dem Unternehmen im Rahmen einer  vertraglichen Verpflichtung zur Verfügung gestellt worden ist.
- Die Beförderung darf nur eine Hilfstätigkeit im Rahmen der gesamten Tätigkeit des Unternehmens darstellen.

Werkverkehr ist ebenfalls nicht erlaubnis-, aber anzeigepflichtig. Fahrzeuge mit einem zulässigen Gesamtgewicht von mehr als 3,5 Tonnen, mit denen Werkverkehr betrieben wird, müssen den Landesvertretungen des Bundesamtes für Güterkraftverkehr (BAG) gemeldet werden.

### Spedition
Oft werden die Begriffe Spedition, Güterkraftverkehrsunternehmen, Frachtführer oder Transportunternehmen für das Gleiche gehalten und auch entsprechend gebraucht und deswegen auch verwechselt. Das ist nicht nur falsch, sondern auch juristisch gefährlich, weil
1. Das Betreiben einer Spedition keiner gesonderten Erlaubnis bedarf
2. Das Betreiben eines Güterkraftverkehrsunternehmens dagegen eine Erlaubnis nach GüKG erfordert
3. Der Begriff des Frachtführers hauptsächlich den Zusammenhang mit der Aufgaben- und Haftungsverteilungteilung an einem Transportvorgang regelt und
4. Der Begriff des Transportunternehmens ein Sammelbegriff für alle möglichen Transportvorgänge ist ohne größere rechtliche Relevanz

Zu 1) – Spedition
Die Tätigkeit und Definition eines Spediteurs hat ihre Grundlage in den §§ 453 ff. HGB. Danach „… wird der Spediteur durch den Speditionsvertrag verpflichtet, die Versendung des Gutes zu besorgen.“
Zu den Aufgaben des Spediteurs gehört nach HGB: die Organisation der Beförderung, die Bestimmung des Beförderungsmittels, die Bestimmung des Beförderungsweges, die Auswahl der ausführenden Unternehmer, der Abschluss der für die Versendung erforderlichen Fracht-, Lager- und Speditionsverträge, die Erteilung von Informationen und Weisungen an die ausführenden Unternehmer und die Sicherung von Schadenersatzansprüchen des Versenders.
Die Berufs- und Tätigkeitsbezeichnungen Spediteur/Spedition sind gesetzlich nicht geschützt. Sie unterliegen keinerlei Genehmigungspflicht. Mit der gewerbeamtlichen Anmeldung kann der Spediteur seine Tätigkeit aufnehmen. Dieser Tätigkeit werden oft die Allgemeinen Deutschen Spediteurbedingungen (ADSp) zugrunde gelegt.
Zu 2) – Güterkraftverkehrsunternehmer nach GüKG
Wer in Deutschland gewerblich (also gegen Entgelt) fremde Güter mit Kraftfahrzeugen, die einschließlich Anhänger ein höheres zulässiges Gesamtgewicht als 3,5 Tonnen haben, transportiert, betreibt nach § 1 Abs. 1 GüKG gewerblichen Güterkraftverkehr nach dem GüKG. Er benötigt dafür eine Erlaubnis. Wer kleinere Fahrzeuge einsetzt, betreibt gewerberechtlich auch Güterkraftverkehr, benötigt aber keine GüKG-Erlaubnis dafür.
Faustformel zur Unterscheidung zwischen Spedition und Güterkraftverkehr also:
- Einsatz eigener Fahrzeuge: Güterkraftverkehr
- Einsatz fremder Fahrzeuge: Spedition – es wird ein anderer Betrieb beauftragt, mit dessen Fahrzeugen den Transport durchzuführen

Es kommt oft vor, dass Spediteure auch eigene Fahrzeuge besitzen und einen Teil ihrer Transporte vergeben (also Spedition) und einen Teil mit eigenen Fahrzeugen (also Güterkraftverkehr) durchführen: Im letzteren Fall spricht man von dem sogenannten „Selbsteintritt“.
zu 3) – Frachtführer:
Frachtführer ist derjenige Beteiligte an einem Transportvorgang, der sein eigenes Equipment einsetzt.
Beispiel: Spediteur X organisiert einen Transport und setzt für den tatsächlichen physischen Transport Frachtführer Z ein, der diesen Transport mit eigenen Fahrzeugen durchführt. Frachtführer können also Güterkraftverkehrsunternehmer sein, aber auch Reeder, Luftverkehrsgesellschaften oder Eisenbahnbetreiber wie die DB.
Zu 4) – Transportunternehmen
Dieser Begriff ist rechtlich nicht geregelt und ist lediglich ein sprachgebräuchlicher Sammelbegriff für alle Unternehmen, die in irgendeiner Weise Güter oder Personen transportieren (Frachtführer) oder transportieren lassen (Spediteure).

## Genehmigung für den gewerblichen Güterkraftverkehr
Güterkraftverkehrsunternehmen, die Transporte nach § 1 Abs. 1 GüKG durchführen wollen, unterliegen der Erlaubnispflicht.

### Genehmigungsarten
Wer Transporte ausschließlich in Deutschland durchführen möchte, benötigt dafür eine nationale Erlaubnis für den gewerblichen Güterkraftverkehr. Wer Transporte innerhalb Europas durchführen möchte, benötigt hierfür eine EU-Gemeinschaftslizenz. Da diese auch für Transporte innerhalb Deutschlands gilt, empfiehlt es sich, von vornherein eine EU-Gemeinschaftslizenz zu beantragen und einzusetzen.

### Genehmigungsbehörde
Sowohl die Erlaubnis für den gewerblichen Güterkraftverkehr als auch die EU-Gemeinschaftslizenz werden von den zuständigen Verkehrsbehörden der örtlichen Gebietskörperschaften (Städte, Landkreise etc.) erteilt.

### Voraussetzungen für die Erteilung der Erlaubnis/Lizenz
Die Erteilung der Erlaubnis/Lizenz erfolgt, wenn der Antragsteller nachgewiesen hat, dass er
- persönlich zuverlässig
- finanziell leistungsfähig und
- fachlich geeignet ist.

#### Persönliche Zuverlässigkeit
Die persönliche Zuverlässigkeit des Antragstellers ist auf jeden Fall gegeben, wenn er noch nicht aktenkundig mit einem Gesetz in Konflikt geraten und z. B. zu einer Strafe, einem Bußgeld o. ä. verurteilt worden ist. Die persönliche Zuverlässigkeit ist aber in Gefahr, wenn etwa durch Verurteilungen oder Sanktionen aufgrund eines schwerwiegenden Verstoßes gegen geltende einzelstaatliche, also jeweils in den einzelnen europäischen Ländern geltende Vorschriften in folgenden Bereichen vorliegen:
- Handelsrecht,
- Insolvenzrecht,
- Entgelt- und Arbeitsbedingungen der Branche,
- Straßenverkehr,
- Berufshaftpflicht,
- Menschen- oder Drogenhandel.

Die Unzuverlässigkeit liegt auch dann vor, wenn in einem Mitgliedstaat ein Urteil wegen einer schwerwiegenden Straftat oder eine Sanktion verhängt wurde wegen eines schwerwiegenden Verstoßes gegen Gemeinschaftsvorschriften, insbesondere in folgenden Bereichen:
- Lenk- und Ruhezeiten der Fahrer, Arbeitszeit sowie Einbau und Nutzung der Kontrollgeräte,
- höchstzulässiges Gewicht und Abmessungen der Nutzfahrzeuge im grenzüberschreitenden Verkehr,
- Grundqualifikation und Weiterbildung der Fahrer,
- Verkehrstüchtigkeit der Nutzfahrzeuge einschließlich der vorgeschriebenen technischen Überwachung der Kraftfahrzeuge,
- Zugang zum Markt des grenzüberschreitenden Güterkraftverkehrs oder gegebenenfalls Zugang zum Markt des grenzüberschreitenden Personenkraftverkehrs,
- Sicherheit beim Transport gefährlicher Güter auf der Straße,
- Einbau und Benutzung von Geschwindigkeitsbegrenzern in bestimmten Fahrzeugklassen,
- Führerscheine,
- Zugang zum Beruf,
- Tiertransporte.

Die EU-Verordnung Nr. 1071/09 enthält in Anhang IV eine Liste der schwersten Verstöße, die zur Feststellung der Unzuverlässigkeit führen können:
- Überschreitung der 6-tägigen oder 14-tägigen Höchstlenkzeiten um 25 Prozent oder mehr.
- Während der täglichen Arbeitszeit Überschreitung der maximalen Tageslenkzeit um 50 Prozent oder mehr ohne Pause oder ohne ununterbrochene Ruhezeit von mindestens 4,5 Stunden.
- Fehlender Fahrtenschreiber und/oder fehlender Geschwindigkeitsbegrenzer oder Verwendung einer betrügerischen Vorrichtung, durch die die Aufzeichnungen des Kontrollgeräts und/oder der Geschwindigkeitsbegrenzer verändert werden können, oder Fälschung der Schaublätter oder der vom Fahrtenschreiber und/oder von der Fahrerkarte heruntergeladenen Daten.
- Fahren ohne gültigen Nachweis der technischen Überwachung, falls ein solches Dokument nach dem Gemeinschaftsrecht vorgeschrieben ist, und/oder sehr schwer wiegende Mängel u. a. an Bremssystem, Lenkanlage, Rädern/Reifen, Federung oder Fahrgestell, die eine solche unmittelbare Gefahr für die Verkehrssicherheit darstellen würden, dass die Stilllegung des Fahrzeugs verfügt wird.
- Beförderung gefährlicher Güter, deren Beförderung verboten ist oder die mit verbotenen oder nicht zugelassenen Mitteln zur Verwahrung oder ohne entsprechende Gefahrgutkennzeichnung am Fahrzeug befördert werden, von der eine solche Gefahr für Menschenleben und Umwelt ausgeht, dass die Stilllegung des Fahrzeugs verfügt wird.
- Beförderung von Personen oder Waren ohne gültigen Führerschein oder durch ein Unternehmen, das nicht im Besitz einer gültigen Gemeinschaftslizenz ist.
- Verwendung einer gefälschten Fahrerkarte, einer Karte eines anderen Fahrers oder einer Karte, die auf der Grundlage falscher Angaben und/oder gefälschter Dokumente erlangt worden ist.
- Güterbeförderung unter Überschreitung der zulässigen Gesamtmasse um 20 Prozent oder mehr bei Fahrzeugen mit einem zulässigen Gesamtgewicht von mehr als 12 Tonnen und um 25 Prozent oder mehr bei Fahrzeugen mit einem zulässigen Gesamtgewicht von nicht mehr als 12 Tonnen.

Problematisch bei der Feststellung der persönlichen Zuverlässigkeit ist, dass deren Versagung quasi zu einem Berufs- und/oder Marktzugangsverbot führt. Denn die Person, bei der die Zuverlässigkeit nicht festgestellt werden kann, kann weder als Verkehrsleiter tätig sein noch ein Güterkraftverkehrsunternehmen führen, gründen oder übernehmen.
Damit die Feststellung der persönlichen Zuverlässigkeit nicht einem völligen Ermessensspielraum der zuständigen Erlaubnisbehörde unterliegt, hat das Bundesministerium für Verkehr, Bau und Stadtentwicklung als Auslegungshilfe einen Katalog der nationalen Straf- und Bußgeldtatbestände entwickelt, der die schwersten Verstöße im Sinne des Anhangs IV der EU-Verordnung Nr. 1071/09 auflistet. Dieser Katalog ist z. B. unter dem u. a. Weblink abrufbar. Zwar bleibt es im Ermessen der Behörde, die Zuverlässigkeit festzustellen; dieser Katalog bietet aber eine abgegrenzte und nützliche Orientierungshilfe, auf die sowohl die Behörde als auch der Antragsteller zurückgreifen können.

### Finanzielle Leistungsfähigkeit
Die finanzielle Leistungsfähigkeit liegt vor, wenn das Eigenkapital und die Reserven des Unternehmens nicht weniger als 9.000 Euro für das erste Fahrzeug und nicht weniger als 5.000 Euro für jedes weitere Fahrzeug beträgt (Anm.: Es fallen nur Kraftfahrzeuge, also nur Fahrzeuge mit eigenem Antrieb, unter die Nachweispflicht der finanziellen Leistungsfähigkeit). Der entsprechende Nachweis ist u. a. durch Vorlage einer Eigenkapitalbescheinigung zu erbringen, die von einem sachkundigen Dritten (Wirtschaftsprüfer, Steuerberater etc.) gegengezeichnet bzw. von ihm erstellt wurde.

### Fachliche Eignung
Die fachliche Eignung besitzt, wer Kenntnisse in folgenden Sachgebieten nachgewiesen hat:
Recht
- Güterkraftverkehrsrecht
- Gewerberecht einschließlich Gefahrgut-, Abfall- und Tiertransporte
- Straßenverkehrsrecht
- Arbeitsrecht
- Sozialversicherungsrecht
- Bürgerliches Recht
- Handelsrecht
- Steuerrecht

Kaufmännische und finanzielle Führung des Betriebes
- Zahlungsverkehr und Finanzierung
- Kostenrechnung
- Beförderungsbedingungen und -preise
- Beförderungsdokumente
- Buchführung
- Versicherungswesen
- Spedition
- Betriebsführung von Kraftverkehrsunternehmen
- Marketing

Technische Normen und technischer Betrieb
- Zulassung und Betrieb der Fahrzeuge
- Instandhaltung und Untersuchung der Fahrzeuge
- Fahrzeuggewichte und Abmessungen
- Laden und Entladen der Fahrzeuge
- Beförderung gefährlicher Güter
- Beförderung von Nahrungsmitteln
- Grundregeln des Umweltschutzes bei der Verwendung und Wartung der Fahrzeuge

Straßenverkehrssicherheit
- Unfallverhütung und bei Unfällen zu ergreifende Maßnahmen
- Verkehrssicherheit

Grenzüberschreitender Güterkraftverkehr
- Grundzüge der Bestimmungen, die für den Güterkraftverkehr zwischen den Mitgliedstaaten der Europäischen Gemeinschaften und anderen Vertragsstaaten des Europäischen Wirtschaftsraums sowie zwischen diesen und Drittländern gelten
- Grundzüge der Zollpraxis und -formalitäten, Arten und Bedeutung der Beförderungsdokumente
- Grundzüge der Verkehrsregeln in den Nachbarstaaten, insbesondere in den Mitgliedstaaten der Europäischen Gemeinschaften
- Vorschriften und Maßnahmen gegen unerlaubte Beförderung von Rauschmitteln.

#### Nachweis der fachlichen Eignung
Der Nachweis der fachlichen Eignung kann erbracht werden durch:
- die Ablegung einer Fachkundeprüfung vor der örtlich zuständigen IHK oder
- der Vorlage einer gleichwertigen Abschlussprüfung/Ausbildung oder
- der Anerkennung einer vorangegangen leitenden Tätigkeit von mdst. 10 Jahren in einem Unternehmen des Güterkraftverkehrs (mdst. im Zeitraum vom 4. Dezember 1999 und lediglich bis zum 4. Dezember 2009)

##### Fachkundeprüfung
Die Fachkundeprüfung nimmt die örtlich zuständige IHK nach Anmeldung ab. Die Ablegung vor einer anderen IHK ist aber auch im Rahmen einer formalen Überweisung möglich. Der Ablauf der Prüfung ist in Deutschland einheitlich geregelt und sieht wie folgt aus:
Die Prüfung besteht aus zwei jeweils zweistündigen schriftlichen Teilen und gegebenenfalls aus einem bis zu einer halben Stunde dauernden mündlichen Teil.
Die schriftlichen Teilprüfungen bestehen aus:
- schriftlichen Fragen als Kombination aus Multiple-Choice-Fragen mit vier Antworten zur Auswahl und
- schriftlichen Übungen/Fallstudien.

Die Bewertung der Prüfungsleistung ist ebenfalls einheitlich geregelt und sieht bei jeder IHK so aus:
Die Prüfungsleistungen werden in den einzelnen Prüfungsteilen mit Punkten bewertet. Die Gesamtpunktezahl teilt sich wie folgt auf die Prüfungsteile auf:
- schriftliche Fragen (40 Prozent)
- schriftliche Übungen/Fallstudien (35 Prozent)
- mündliche Prüfung (25 Prozent)

Die Prüfung ist bestanden, wenn mindestens 60 Prozent der möglichen Gesamtpunktezahl erreicht sind, wobei der in jeder Teilprüfung erzielte Punkteanteil nicht unter 50 Prozent der jeweils möglichen Punktezahl liegen darf.
Wird in einem Prüfungsteil die Mindestpunktezahl nicht erreicht, ist die Prüfung nicht bestanden. Ist dies in einem der beiden schriftlichen Prüfungsteilen der Fall, wird die mündliche Prüfung nicht mehr durchgeführt.
Werden in den beiden schriftlichen Prüfungsteilen bereits 180 Punkte oder mehr erreicht, ist die Prüfung bestanden. In diesem Fall entfällt die mündliche Prüfung.

##### Gleichwertige Abschlussprüfung/Ausbildung
Die Fachkunde kann auch nachgewiesen werden durch eine bestandene Abschlussprüfung in einem anerkannten Ausbildungsberuf oder in einer beruflichen IHK-Weiterbildung bzw. durch bestimmte Studienabschlüsse. Anerkannt werden aber derzeit ausschließlich folgende Abschlüsse:
- Speditionskaufleute,
- Kaufleute im Eisenbahn- und Straßenverkehr (Fachrichtung Güterverkehr),
- Verkehrsfachwirt,
- Diplom-Betriebswirte im Ausbildungsbereich Wirtschaft, Fachrichtung Spedition der Berufsakademien Lörrach und Mannheim oder im Fachbereich Wirtschaft I, Studiengang Verkehrswirtschaft und Logistik, Fachrichtung Güterverkehr der Fachhochschule Heilbronn sowie
- Bachelor of Arts, Studiengang Betriebswirtschaftslehre/Spedition, Transport und Logistik der Berufsakademien Lörrach und Mannheim oder im Studiengang Verkehrsbetriebswirtschaft und Logistik, Vertiefungsrichtung Verkehrslogistik der Hochschule Heilbronn

Ganz wichtig: Diese Abschlüsse werden nur anerkannt, wenn die Ausbildung vor dem 4. Dezember 2011 begonnen wurde. Danach angefangene Ausbildungen werden nicht als Fachkundenachweis anerkannt. Natürlich werden auch alte Abschlussprüfungen, die vor diesem Datum liegen, ebenfalls anerkannt.

##### Anerkennung leitender Tätigkeit
Die fachliche Eignung für den Güterkraftverkehr kann auch durch eine mindestens zehnjährige leitende Tätigkeit in einem Unternehmen, das Güterkraftverkehr betreibt, nachgewiesen werden. Diese Tätigkeit muss in dem Zeitraum von zehn Jahren vor dem 4. Dezember 2009 ohne Unterbrechung in einem oder mehreren Mitgliedstaaten der Europäischen Union ausgeübt worden sein. Die Prüfung bzw. Anerkennung der leitenden Tätigkeit nimmt die örtlich zuständige Industrie- und Handelskammer vor. Dazu sind ihr entsprechende Nachweise, Zeugnisse, Arbeitsverträge etc. vorzulegen. Reichen die Unterlagen zum Nachweis der fachlichen Eignung nicht aus, so kann die IHK mit dem Bewerber ein ergänzendes Beurteilungsgespräch durchführen.

## Die Rolle des Verkehrsleiters im gewerblichen Güterkraftverkehr

### Entstehung und Definition
Schon von jeher mussten Güterkraftverkehrsunternehmen „eine zur Führung der Geschäfte des Güterkraftverkehrsunternehmen bestellte Person“ benennen. Der Begriff „Verkehrsleiter“ wurde erst durch die EU-Verordnung (EG) Nr. 1071/2009 eingeführt und ersetzt damit den bisherigen „GüKG Geschäftsführer“. Nur der Begriff des Verkehrsleiters selbst ist also neu, seine Funktion dagegen im Kern entspricht dieser „zur Führung der Geschäfte bestellten Person“.
Artikel 2 Nr. 5 der VO (EG) Nr. 1071/09 definiert den Verkehrsleiter folgendermaßen: er ist „eine von einem Unternehmen beschäftigte natürliche Person oder, falls es sich bei diesem Unternehmen um eine natürliche Person handelt [meist kleinere Einzelunternehmen], diese Person selbst oder gegebenenfalls eine von diesem Unternehmen vertraglich beauftragte andere natürliche Person, die tatsächlich und dauerhaft die Verkehrstätigkeiten dieses Unternehmens leitet“. Unternehmen, die ausschließlich Werkverkehr betreiben, fallen nicht unter die EU-Verordnung. Sie benötigen keinen Verkehrsleiter.

## Aufgaben des Verkehrsleiters
Die „tatsächliche und dauerhafte Leitung der Verkehrstätigkeiten eines Unternehmens“ ist laut gesetzlicher Definition die Kernaufgabe des Verkehrsleiters. Die EU-VO 1071/2009 konkretisiert diese Aufgaben im Artikel 4 Absatz 2 b):
- das Instandhaltungsmanagement der Fahrzeuge
- die Prüfung der Beförderungsverträge und Dokumente
- die grundlegende Rechnungsführung
- die Disposition der Ladungen und des Fahrpersonals (Einhaltung der Sozialvorschriften) sowie
- die Prüfung der Sicherheitsverfahren (beispielsweise Unfallverhütungsvorschriften und Ladungssicherheit)

Die Aufzählung dieser Aufgabenbereiche ist nicht abschließend und sollte/muss ergänzt werden.

## Verantwortlichkeiten des Verkehrsleiters
Die Verantwortlichkeiten des Verkehrsleiters sind in der EU-VO 1071/2009 nicht direkt geregelt. Artikel 6, und hier insbesondere Absatz 1 nennen aber Verantwortungsbereiche, deren Nichtbeachtung in letzter Konsequenz zur Aberkennung der Zuverlässigkeit führen können:
- Lenk- und Ruhezeiten, Arbeitszeit, Kontrollgeräte
- Verkehrstüchtigkeit, Gewichte und Abmessungen, Geschwindigkeitsbegrenzer
- Grundqualifikation und Weiterbildung der Fahrer, Führerscheine
- Markt- und Berufszugang
- Gefahrgutbeförderung
- Tiertransporte

Im Übrigen schreibt die Verordnung vor, dass „die tatsächlich und dauerhaft durchzuführenden Aufgaben sowie …Verantwortlichkeiten genau zu regeln“.

## Anforderungen an den Verkehrsleiter
Zum Verkehrsleiter bestellt werden kann grundsätzlich jede natürliche Person (Art. 4 VO (EG) Nr. 1071/09), sofern sie folgende Kriterien erfüllt:
- Zuverlässigkeit: Die Zuverlässigkeit des Verkehrsleiters oder des Verkehrsunternehmers darf nicht zwingend in Frage gestellt sein, etwa durch Verurteilung oder Sanktionen aufgrund eines schwerwiegenden Verstoßes gegen geltende einzelstaatliche Vorschriften.
- Fachliche Eignung: Der Verkehrsleiter soll die nötigen Kenntnisse haben, um sowohl innerstaatliche als auch grenzüberschreitende Verkehre zu leiten. Die erforderliche Fachkunde wird in der Regel durch eine IHK-Fachkundeprüfung nachgewiesen.

Neben diesen grundlegenden Anforderungen (die nachgewiesen werden müssen), gibt es weitere Kriterien, die die EU verbindlich in allen Mitgliedsstaaten vorschreibt:
- Tatsächliche und dauerhafte Leitung der Verkehrstätigkeiten des Unternehmens, d. h., der Verkehrsleiter muss über entsprechende Entscheidungsbefugnisse und Kompetenzen im Unternehmen verfügen.
- Er muss in einer echten Beziehung zu dem Unternehmen stehen, beispielsweise wenn er Angestellter, Direktor, Eigentümer oder Anteilseigner ist oder die Verwaltungsgeschäfte des Unternehmens führt. Ausnahmen gelten für den externen Verkehrsleiter.
- Der Verkehrsleiter muss seinen ständigen Aufenthalt (= Wohnsitz) in der EU haben, nicht jedoch notwendigerweise im selben Mitgliedsstaat des Unternehmens (Beispiel: Ein Güterkraftverkehrsunternehmen in Karlsruhe kann einen Verkehrsleiter bestellen, der in Straßburg lebt).

## Formen des Verkehrsleiters
Unterschieden wird hier zwischen dem internen und dem externen Verkehrsleiter.

### Interner Verkehrsleiter
Der „interne Verkehrsleiter“ steht in einer echten Beziehung zu dem Unternehmen, beispielsweise als Angestellter, Direktor, Eigentümer oder Anteilseigner, oder jemand, der die Verwaltungsgeschäfte des Unternehmens führt oder, wenn das Unternehmen eine natürliche Person ist, selbst diese Person ist (Art. 4, Abs. 1b der EU VO). Er ist somit arbeitsvertraglich oder gesellschaftsrechtlich an das Unternehmen gebunden.
Ob eine Person im Rahmen eines Arbeitsvertrages, also als fest Angestellter, von der Erlaubnisbehörde anerkannt wird, hängt neben den grundsätzlichen Anforderungen von der Ausgestaltung und Inhalt des Arbeitsvertrages ab, der der Behörde auch zur Prüfung vorzulegen ist. In den Verwaltungsvorschriften zum GüKG sind dazu einige Kriterien genannt. Dort heißt es:
„Die tatsächliche und dauerhafte Leitung der Verkehrstätigkeiten des Unternehmens liegt beim Verkehrsleiter. Die Anforderungen an die tatsächliche und dauerhafte Leitung sind immer in Bezug auf die konkrete Unternehmensstruktur zu prüfen. Anhaltspunkte können sein:
- Weisungsbefugnis (gegebenenfalls Nachweis von Vollmachten),
- eine dem Grad der Verantwortung entsprechende Vergütung,
- ausreichende Anwesenheit am Niederlassungsort während der Geschäftszeiten,
- Verantwortlichkeit für Verkehrstätigkeiten des Unternehmens

Die Aufgaben des Verkehrsleiters müssen aus dem der Tätigkeit zugrunde liegenden Beschäftigungsverhältnis hervorgehen. Dies ist insbesondere der Fall, wenn die Aufgaben in dem der Tätigkeit zugrunde liegenden Vertrag geregelt sind.“

### Externer Verkehrsleiter
Wenn ein Unternehmen die Anforderung der fachlichen Eignung nicht selbst erfüllt, also keine fachkundige Person mit echter Beziehung zum Unternehmen beschäftigt (interner Verkehrsleiter), muss das Unternehmen eine natürliche. also keine juristische Person als Verkehrsleiter bestellen (externer Verkehrsleiter).
Für diesen sogenannten externen Verkehrsleiter gelten dieselben Anforderungen wie für alle anderen Verkehrsleiter: Er muss zuverlässig sein und die vorgeschriebene Fachkunde besitzen.1.
Darüber hinaus gilt: Der Verkehrsleiter hat die Aufgaben ausschließlich im Interesse des Unternehmens und unabhängig von anderen Unternehmen wahrzunehmen. Er darf keine vertraglichen Beziehungen zu Auftraggebern haben.
In dem Vertrag zwischen externem Verkehrsleiter und dem Unternehmen, für das er die Verkehrsgeschäfte leitet, sind die tatsächlich und dauerhaft
durchzuführenden Aufgaben sowie die Verantwortlichkeiten als Verkehrsleiter genau zu regeln. Die EU-Verordnung macht Vorgaben, welche Aufgaben Gegenstand der vertraglichen Regelung sein müssen. Dazu zählen:
- Instandhaltungsmanagement für die Fahrzeuge,
- die Prüfung der Beförderungsverträge und -dokumente,
- die grundlegende Rechnungsführung,
- die Zuweisung der Ladung oder die Fahrdienste an die Fahrer und Fahrzeuge sowie
- die Prüfung der Sicherheitsverfahren;

Es ist daher sehr ratsam, diese Gegenstände tatsächlich im Vertrag zu regeln. Selbstverständlich können die Vertragsparteien darüber hinaus weitere Regelungen aufnehmen und sollten dies im Regelfall auch tun.

### Juristische Person/Natürliche Person
a.) Natürliche Personen
Von natürlichen Personen spricht man im Zusammenhang der Rechtsfähigkeit. So versteht man darunter den Menschen als Träger von Rechten und Pflichten. Mit der Vollendung der Geburt wird ein Mensch rechtsfähig und damit auch zu einer natürlichen Person (siehe § 1 BGB). Die Rechtsfähigkeit endet bei natürlichen Personen mit dem Tod.
b.) Juristische Personen
Eine juristische Person ist eine Personenvereinigung, also eine Vereinigung von natürlichen Personen, die aufgrund gesetzlicher Anerkennung selbst rechtsfähig,
d. h. selbst Träger von Rechten und Pflichten ist. Die Rechte und Pflichten der juristischen Personen werden dabei von einem Vertreter wahrgenommen. Im Wirtschaftsleben findet man meist sog. juristische Personen des privaten Rechts, beispielsweise die GmbH, die Aktiengesellschaft oder auch eine eingetragene Genossenschaft. Der Beginn der Rechtsfähigkeit fängt hier mit der Eintragung ins Handelsregister an und endet mit der Löschung.

### Tatsächliche und dauerhafte Leitung des Betriebes
Bei der Tätigkeit des Verkehrsleiters geht es nicht um eine wie auch immer geartete „Betreuung“ oder nur um ein Vorhandensein einer fachkundigen Person, sondern es geht um die „tatsächliche und dauerhafte“ Leitung des Betriebes.
Dies gilt insbesondere, wenn es sich um einen reinen Transportbetrieb handelt. Abstufungen sind denkbar, wenn zum Beispiel der Betrieb außer dem gewerblichen Güterkraftverkehr noch andere Geschäftsbereiche hat und sich die Leitung der „Verkehrstätigkeiten“ auf den Geschäftsbereich Güterkraftverkehr beschränkt.
Nach der deutschen Rechtsprechung zu den Anforderungen an die den Verkehrsleiter gilt als amtlicher Leitsatz: Der Verkehrsleiter muss nach seinem Arbeitsvertrag, seiner Arbeitszeit, seinem Arbeitsentgelt und der Unternehmensstruktur in der Lage sein, den Betrieb tatsächlich zu leiten.
Dazu gehört auch eine „ausreichende körperliche Präsenz im Betrieb, die es erlaubt, den Gang der Geschäfte wirklich zu überwachen und in der Hand zu halten.“

### Begrenzung des Tätigkeitsumfanges
Anders als ein interner Verkehrsleiter darf der externe Verkehrsleiter die Verkehrstätigkeiten von höchstens vier Unternehmen mit einer Flotte von zusammengenommen höchstens 50 Fahrzeugen leiten.